# خدمت مسیح

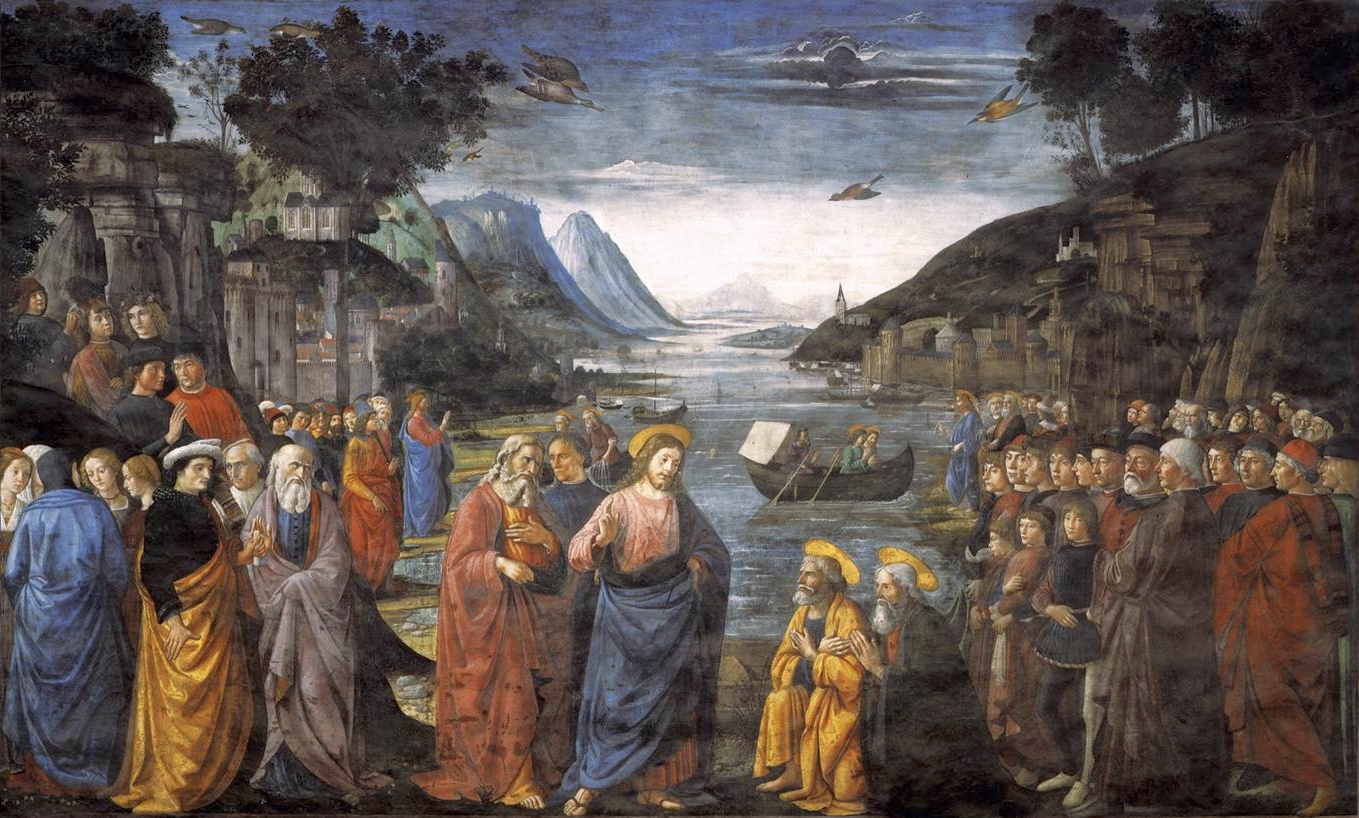
پیوند مسیح با مردم

خدمت مسیح (انگلیسی: Ministry of Jesus) در انجیل متعارف، با غسل تعمید عیسی در حومه یهودیه روم و ماورای اردن در کتاب مقدس، در نزدیکی رود اردن توسط یحیی تعمید دهنده آغاز می‌شود و در اورشلیم، پس از شام آخر با شاگردانش به پایان می‌رسد.